# Automeris brenneri
Automeris brenneri é uma espécie de mariposa do gênero Automeris, da família Saturniidae.
Sua ocorrência foi registrada no México. Foi localizada em Sonora, Município de Álamos, Microondas La Luna, 14 km. noroeste de Álamos, Cerro las Tatemas, 420 m de altitude.